# Зайцегуб (тварина)
Зайцегуб (Noctilio) — рід кажанів родини зайцегубові (Noctilionidae). 

## Поширення та характеристика
Представники роду знаходяться поряд з водою, від Мексики до Аргентини, включаючи Карибські острови. Етимологія: ймовірно, від лат. noctis — «ніч» або фр. noctilion — «кажан», від того ж кореня. Обличчя цих кажанів характеризується повними, зморшкуватими губами. Як і в зайця, верхня губа розділена.

## Види
- Noctilio albiventris
- Noctilio leporinus
- †N. lacrimaelunaris

## Морфологія
У більшого виду, N. leporinus голова і тіло довжиною 98—132 мм, передпліччя довжиною 70—92, вага 50—90 грамів. У N. albiventris голова і тіло довжиною 57—85 мм, передпліччя довжиною 54—70, вага 18—44 грамів. Верх N. leporinus яскравий оранжево-рудий у самців і сірий чи тьмяно-коричневий у самиць. У N. albiventris верх від сірувато-коричневого до жовтуватого чи яскраво-рудого. Низ блідіший. Писочки загострені. Великі стрункі загострені вуха є розділеними. Хвіст добре розвинений. Крила вузькі й довгі. Незвичайним серед кажанів є те, що вони мають щічні мішечки для зберігання їжі. Зубна формула: (i 2/1, c 1/1, pm 1/2, m 3/3)•2=28.

## Поведінка
Полюбляє ловити невелику рибу (25–76 мм довжиною) довгими, зігнутими кігтями на 2–3 см нижче поверхні води. Спіймана риба швидко кладеться до рота. Іншою їжею є комахи. 